# René Vanderwilt
René Vanderwilt, né le 23 mai 1934 et mort en novembre 2022, est un joueur de football belge actif durant les années 1950 et 1960. Il évoluait au poste de milieu de terrain. Durant sa carrière, il remporte quatre titres de champion avec Anderlecht et dispute trois rencontres avec les « Diables Rouges ».

## Carrière en club
René Vanderwilt intègre l'équipe première du R. SC Anderlecht durant l'été 1953. Au terme de sa première saison chez les seniors, il décroche le titre de champion de Belgique, un trophée conservé les deux saisons suivantes. En 1955, la Coupe des clubs champions européens est créée et Anderlecht y participe. René Vanderwilt est le premier buteur européen du club lorsqu'il ouvre la marque à la septième minute du match aller du premier tour, en déplacement chez les Hongrois du Vörös Lobogó, le 7 septembre 1955. L'équipe s'incline finalement 6-3 et est également battue au match retour. L'année suivante, il fait partie de l'équipe qui subit une cinglante défaite 10-0 au premier tour de cette même compétition en déplacement à Manchester United. Après deux saisons sans titre, Anderlecht remporte à nouveau les lauriers nationaux en 1959, les quatrièmes pour Vanderwilt. Un an plus tard, le joueur décide de quitter le plus haut niveau et s'engage au Racing de Jette, qui milite en première provinciale.
En 1962, le club atteint pour la première fois la Promotion, le quatrième et dernier niveau national à l'époque. En 1965, René Vanderwilt ajoute un cinquième titre à son palmarès personnel en menant son club à la victoire dans sa série. Promu en Division 3, il joue encore deux saisons avant de ranger définitivement ses crampons.

### Statistiques
| Saison                | Club                  | Championnat           | Championnat | Championnat | Coupe(s) nationale(s) | Coupe(s) nationale(s) | Compétition(s) continentale(s) | Compétition(s) continentale(s) | Compétition(s) continentale(s) | Total | Total |
| Saison                | Club                  | Division              | M.          | B.          | M.                    | B.                    | Comp.                          | M.                             | B.                             | M.    | B.    |
| 1953-1954             | R. SC Anderlecht      | Division 1            | -           | -           | -                     | -                     | -                              | 0                              | 0                              | 0     | 0     |
| 1954-1955             | R. SC Anderlecht      | Division 1            | -           | -           | -                     | -                     | -                              | 0                              | 0                              | 0     | 0     |
| 1955-1956             | R. SC Anderlecht      | Division 1            | -           | -           | -                     | -                     | C1                             | -                              | -                              | 0     | 0     |
| 1956-1957             | R. SC Anderlecht      | Division 1            | -           | -           | 0                     | 0                     | C1                             | -                              | -                              | 0     | 0     |
| 1957-1958             | R. SC Anderlecht      | Division 1            | -           | -           | 0                     | 0                     | -                              | 0                              | 0                              | 0     | 0     |
| 1958-1959             | R. SC Anderlecht      | Division 1            | -           | -           | 0                     | 0                     | -                              | 0                              | 0                              | 0     | 0     |
| 1959-1960             | R. SC Anderlecht      | Division 1            | -           | -           | 0                     | 0                     | C1                             | -                              | -                              | 0     | 0     |
| Sous-total            | Sous-total            | Sous-total            | -           | -           | -                     | -                     | -                              | -                              | -                              | 0     | 0     |
| 1960-1961             | Racing de Jette       | P1                    | -           | -           | 0                     | 0                     | -                              | 0                              | 0                              | 0     | 0     |
| 1961-1962             | Racing de Jette       | P1                    | -           | -           | 0                     | 0                     | -                              | 0                              | 0                              | 0     | 0     |
| 1962-1963             | Racing de Jette       | Promotion             | -           | -           | 0                     | 0                     | -                              | 0                              | 0                              | 0     | 0     |
| 1963-1964             | Racing de Jette       | Promotion             | -           | -           | 0                     | 0                     | -                              | 0                              | 0                              | 0     | 0     |
| 1964-1965             | Racing de Jette       | Promotion             | -           | -           | -                     | -                     | -                              | 0                              | 0                              | 0     | 0     |
| 1965-1966             | Racing de Jette       | Division 3            | -           | -           | -                     | -                     | -                              | 0                              | 0                              | 0     | 0     |
| 1966-1967             | Racing de Jette       | Division 3            | -           | -           | 0                     | 0                     | -                              | 0                              | 0                              | 0     | 0     |
| Sous-total            | Sous-total            | Sous-total            | -           | -           | -                     | -                     | -                              | 0                              | 0                              | 0     | 0     |
| Total sur la carrière | Total sur la carrière | Total sur la carrière | 1           | -           | -                     | -                     | -                              | -                              | -                              | 1     | 0     |

### Palmarès
- 4 fois champion de Belgique en 1954, 1955, 1956 et 1959 avec le R. SC Anderlecht.
- 1 fois champion de Belgique de Promotion en 1965 avec le Racing de Jette.

## Carrière en équipe nationale
René Vanderwilt est convoqué à cinq reprises en équipe nationale belge mais il ne joue que trois rencontres avec les « Diables Rouges ». Appelé une première fois le 14 octobre 1956 pour un match amical contre les Pays-Bas, il reste sur le banc durant toute la rencontre. Il joue son premier match officiel un mois plus tard, le 11 novembre à Colombes contre la France, en qualifications pour la Coupe du monde 1958, qui se solde par une défaite 6-3. Il joue son dernier match international le 26 mai 1958 à l'occasion d'un déplacement amical face à la Suisse. Entretemps, il a également joué un match avec les espoirs en 1957, la limite d'âge à l'époque étant fixée à 23 ans.

### Liste des sélections internationales
Le tableau ci-dessous reprend toutes les sélections de René Vanderwilt. Les matches qu'il ne joue pas sont indiqués en italique. Le score de la Belgique est toujours indiqué en gras.
| Date       | Compétition                        | Adversaire           | Lieu     | Score | Remarque |
| ---------- | ---------------------------------- | -------------------- | -------- | ----- | -------- |
| 14/10/1956 | Match amical                       | Pays-Bas             | Anvers   | 2-3   |          |
| 11/11/1956 | Qualifications Coupe du monde 1958 | France               | Colombes | 6-3   |          |
| 23/12/1956 | Match amical                       | Allemagne de l'Ouest | Cologne  | 4-1   |          |
| 13/04/1958 | Match amical                       | Pays-Bas             | Anvers   | 2-7   |          |
| 26/05/1958 | Match amical                       | Suisse               | Zurich   | 0-2   |          |